# Staurastrum brachycerum
Staurastrum brachycerum là một loài Song tinh tảo trong họ Desmidiaceae, thuộc chi Staurastrum.